# Jūb Sorkh-e Soflá
Jūb Sorkh-e Soflá (persiska: جوب سرخ سفلی, جو سُرخِ پائين) är en ort i Iran.   Den ligger i provinsen Ilam, i den västra delen av landet, 500 km sydväst om huvudstaden Teheran. Jūb Sorkh-e Soflá ligger 792 meter över havet och antalet invånare är 118.
Terrängen runt Jūb Sorkh-e Soflá är huvudsakligen kuperad, men söderut är den bergig. Jūb Sorkh-e Soflá ligger nere i en dal. Runt Jūb Sorkh-e Soflá är det ganska glesbefolkat, med 39 invånare per kvadratkilometer. Närmaste större samhälle är Lūmār, 8,3 km söder om Jūb Sorkh-e Soflá. Omgivningarna runt Jūb Sorkh-e Soflá är i huvudsak ett öppet busklandskap.